# 1884 في إسبانيا
فيما يلي قوائم الأحداث التي وقعت خلال عام 1884 في إسبانيا.

## أحداث
- 27 أبريل – الانتخابات الإسبانية العامة 1884

## سياسة

### تعيين في المنصب
- 18 يناير – فرانسيسكو سيلفيلا Minister of Grace and Justice ‏.
- 1 مارس – رايموندو فرنانديز فيلافيردي Civil Governor of the Province of Madrid  [لغات أخرى]‏.

### انتهاء فترة المنصب
- 1 يناير – سيجسموندو موريت ministro de Gobernación  [لغات أخرى]‏.

## كتب
من الكتب التي صدرت هذه السنة في إسبانيا:
- 1 يناير – لا ريخنتا من تأليف ليوبولدو ألاس.

## مواليد

### يونيو
- 2 يونيو – أدولفو ملينديز لاعب كرة قدم إسباني.